# Astronesthes cyaneus
Astronesthes cyaneus es una especie de pez de la familia Stomiidae.

## Morfología
Los machos pueden llegar alcanzar los 10,8 cm de longitud total.

## Hábitat
Es un pez de mar y de aguas profundas que vive entre 120-800 m de profundidad.

## Distribución geográfica
Se encuentra desde el norte de Madagascar hasta las Islas Ogasawara las Hawái  y el Mar de Filipinas